# Melese hebetis
Melese hebetis är en fjärilsart som beskrevs av Rothschild 1909. Melese hebetis ingår i släktet Melese och familjen björnspinnare. Inga underarter finns listade i Catalogue of Life.